# Крисине
Кри́сине — село в Богодухівській міській громаді Богодухівського району Харківської області України.
З археологічних пам'яток на території села наявні декілька стародавніх курганів.

## Географія
Село Крисине розміщене на обох берегах річки Крисинка за 4 км від впадіння її в річку Мерла. На безіменній притоці річки була споруджена невелика загата. На півдні межує з селом Бабенки, на сході з селом Новоселівка. Поруч проходить автомобільна дорога Р46. Відстань до районного центру — 8 км.

## Історія
Село засноване в 1660-тих роках Тимофієм Крисою, що прибув сюди з 1204 українцями з-за Дніпра на постійне поселення. Наприкінці XVIII ст. тут було декілька хуторів понад річкою Лозова та її притокою, а у XIX ст. на мапі можна знайти назву «Крисині хутори».[джерело не вказане 1481 день]
За даними на 1864 рік у козачому хуторі Богодухівського повіту мешкало 810 осіб (389 чоловіків та 421 жінка), налічувалося 120 дворових господарств.
Село постраждало внаслідок геноциду українського народу, проведеного урядом СРСР в 1932—1933 роках, кількість встановлених жертв — 81 людина.
12 червня 2020 року, відповідно до розпорядження Кабінету Міністрів України № 725-р «Про визначення адміністративних центрів та затвердження територій територіальних громад Харківської області», село увійшло до Богодухівської міської громади.
19 липня 2020 року, в результаті адміністративно-територіальної реформи та ліквідації Богодухівського району (1923—2020), село увійшло до складу новоутвореного Богодухівського району Харківської області.

## Населення

### Мова
Розподіл населення за рідною мовою за даними перепису 2001 року:
| Мова       | Відсоток |
| ---------- | -------- |
| українська | 93,55%   |
| російська  | 6,16%    |
| інші       | 0,29%    |

## Відомі люди

### Народилися
- Коваль Антоніна Михайлівна — пташниця, завідувачка птахоферми колгоспу «Родина» Богодухівського району Харківської області. Герой Соціалістичної Праці (1966). Член ЦК КПУ у 1966 — 1986 р.